# Dawn of Mana
Dawn of Mana (聖剣伝説4, Seiken Densetsu Fō) est un jeu vidéo  de type action-RPG développé et édité par la société japonaise Square Enix. Il est sorti sur PlayStation 2 en 2006 au Japon puis en 2007 en Occident. Le jeu a été développé et édité par Square Enix. Il est le quatrième épisode de la série des Seiken densetsu, initiée en 1991.

## Système de jeu
Dawn of Mana utilise le moteur physique Havok pour gérer l'environnement du joueur.
Contrairement à ses prédécesseurs, Dawn of Mana est moins orienté RPG et plus action/aventure.
Le jeu est divisé en chapitres, chacun divisé en 5 parties.